# Mănăstirea Berivoii Mari
Mănăstirea Berivoii Mari este o mănăstire ortodoxă din România situată în satul Berivoi, comuna Recea, județul Brașov.

## Istoric
Așezată pe malul râului Berivoi, ce izvorăște de sub vârfurile vestiților munți ai Făgărașului, într-o minunată poiană înconjurată de codrii foioaselor și rășinoaselor, Mănăstirea Sf. Apostol Andrei, întregește lanțul așezămintelor monahale distruse din Țara Făgărașului la 1761 de generalul Bucow si împarateasa Maria Tereza în încercarea impunerii religiei catolice în Ardeal.
Mănăstirea este reînființată la inițiativa vrednicului de pomenire părinte Aurel Răduleț, fost vicar administrativ și fiu al satului Berivoi.
A fost ales același amplasament al vechii mănăstiri ce datează din 1761. an în care impreună cu încă 39 de mănăstiri din Țara Făgărașului și alte 200 de lăcașuri de cult din tot Ardealul, este distrusă de armatele generalului A. Bucow din ordinul împărătesei austro-ungare, Maria Tereza.
Distrugerea ei a implicat și uciderea unor călugări din obștea existentă atunci, condusă de vrednicul stareț Gervasie arhimandritul, un părinte cu viață aleasă, venit de la Muntele Athos. Scrie istoricul Ștefan Mateș în cartea sa “Mănăstiri distruse în Transilvania”, că o parte dintre ei au fost arși împreună cu alți călugări de la Mănăstirea Bucium, din apropiere, iar o parte au fugit dincolo de munți, în Țara Românească.
Timp de aproape 250 de ani, locul a rămas doar în amintirea localnicilor numit La mănăstiri, până în 1993 când din purtarea de grijă a lui Dumnezeu se pune piatra de temelie a bisericii cu hramul Sfântul Apostol Andrei, sfințindu-se și locul de către Î.P.S. Serafim Joantă, la acea vreme fiind episcop vicar al Arhiepiscopiei Sibiului.
Primul stareț, ieromonahul Andrei Spanache ridica Paraclisul cu hramul Înălțare Domnului și câteva modeste chilii pentru viețuitori, Paraclisul este târnosit în 1995 de către regretatul mitropolit Antonie Plămădeală.
Din 1997 conducerea mănăstirii a fost preluată de către tânărul stareț Protosinghelul Iosif Toma, venit aici de la Mănăstirea Afteia, din județul Alba. Acesta, împreună cu puținii viețuitori și ajutat de sătenii din Berivoi și satele învecinate, încep în 1998 lucrările de construcție la biserica cu hramul Sfântul Apostol Andrei, cel dintâi chemat, apostolul românilor. Lucrarile de șantier au fost conduse de vrednicul de pomenire Gheorghe Hașu din localitatea Lisa, un iubitor de Dumnezeu și mare meșter în construcții de biserici.
Pictura interioară și exterioară executată în tehnică fresco aparține pictorului Oprea Florin Pioară, iar pictura catapetesmei și a mobilierului din biserică aparține rasoforei Procopia Huza, de la Mănăstirea Bistrița din județul Vâlcea. Cheltuielile picturii au fost suportate de dl. inginer Cristinel Ioan-Balotă.
Biserica a fost sfințită de P.S. Visarion Bălțat, atunci episcop vicar al Arhiep. Sibiului, în 9 iunie 2005, de Înălțarea Domnului.
Întreg planul arhitectural al clădirii și poziționarea fiecărui obiectiv din planul de situație, aparține d-lui dipl. arhitect Mărgărit Chelbea.
Aflându-se în plină recunstrucție, Mănăstirea Berivoi pune accent pe slujbele zilnice când se slujește Sfânta Liturghie, cununa și podoaba celor șapte laude. Împreunate, rugăciunea și munca desăvârșite prin ascultare, fac ca și viața călugăreasca să continue, iar mănăastirea să-și atragă an de an mai mulți pelerini.

## Galerie foto

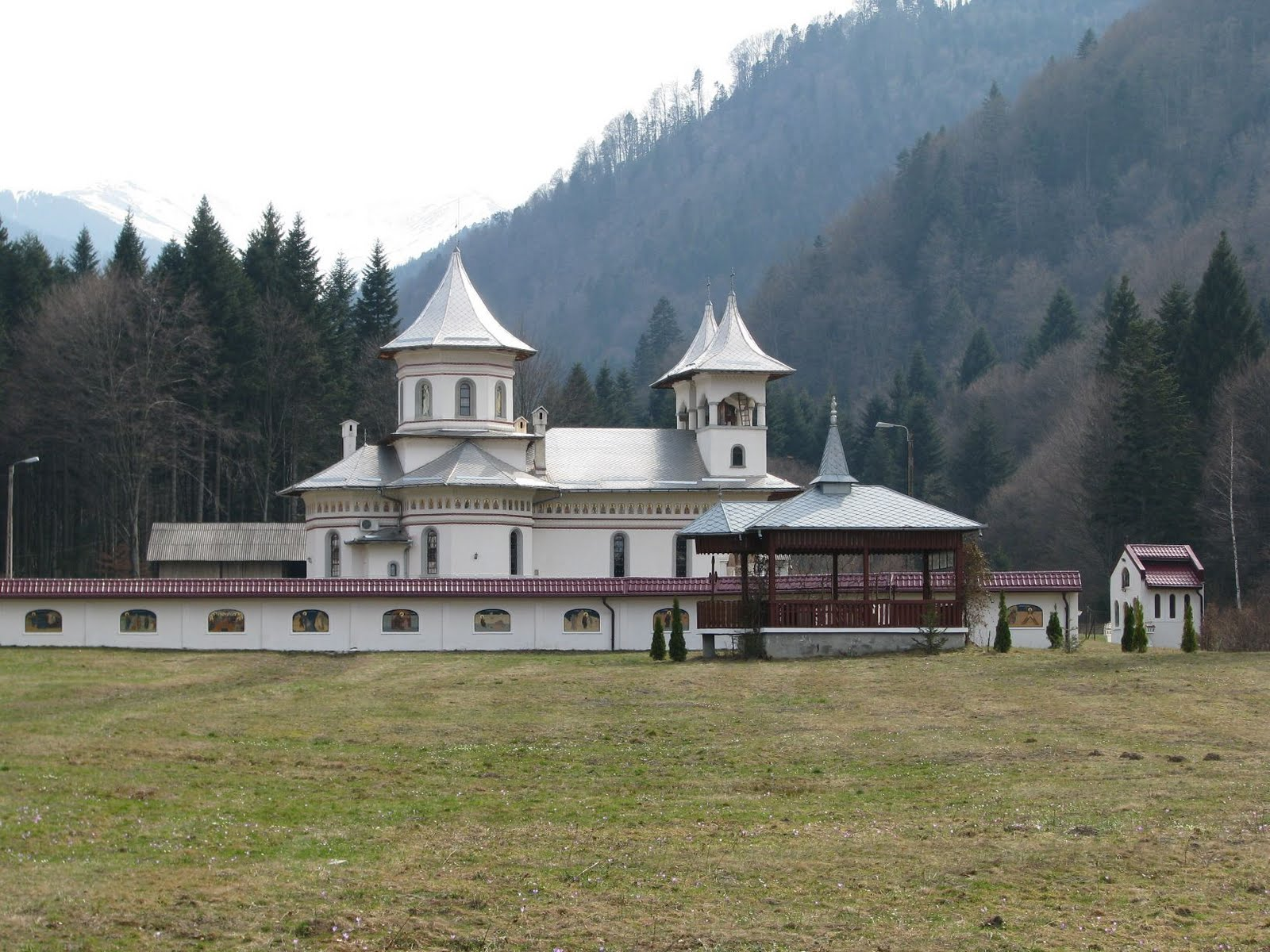
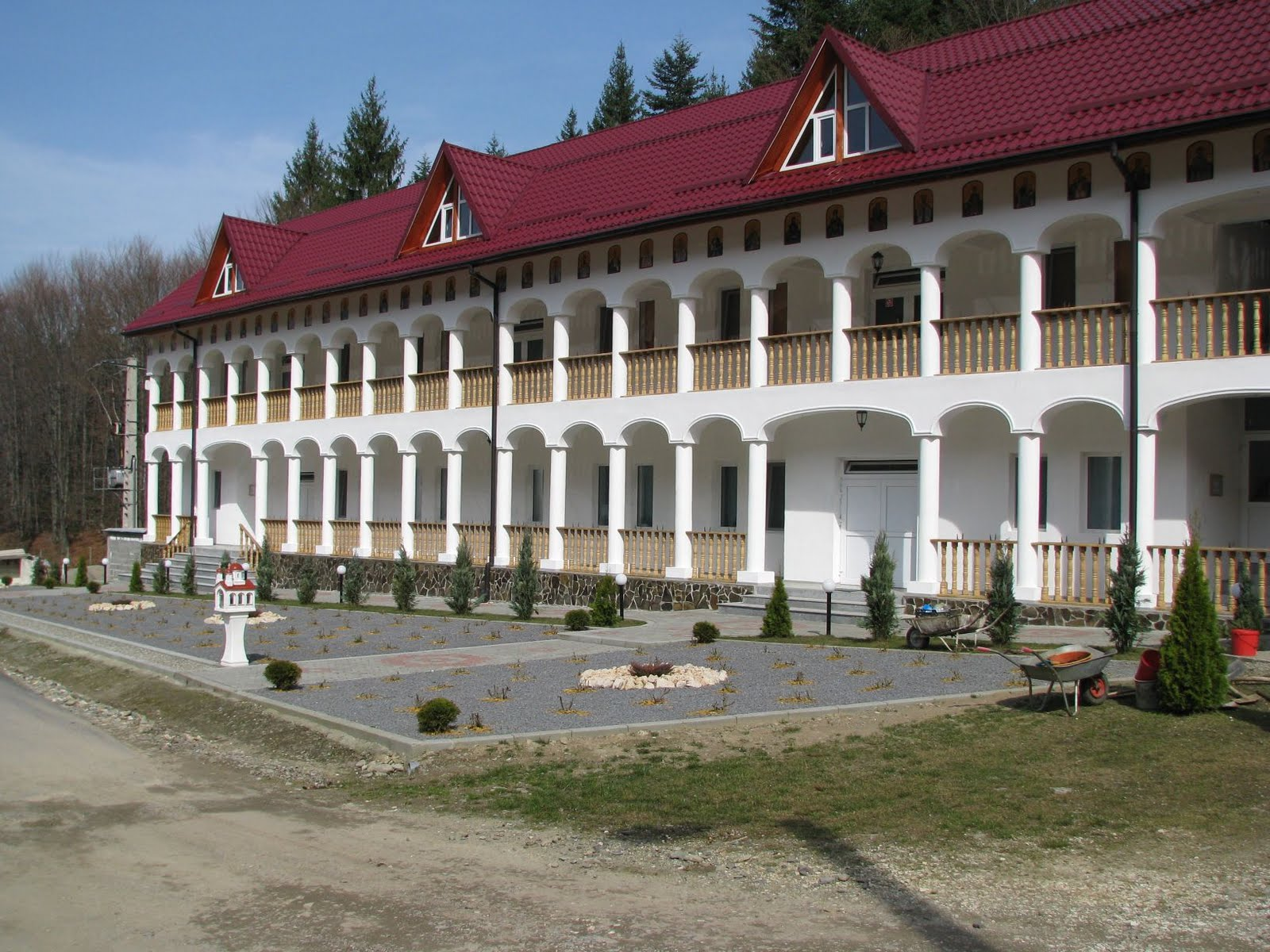
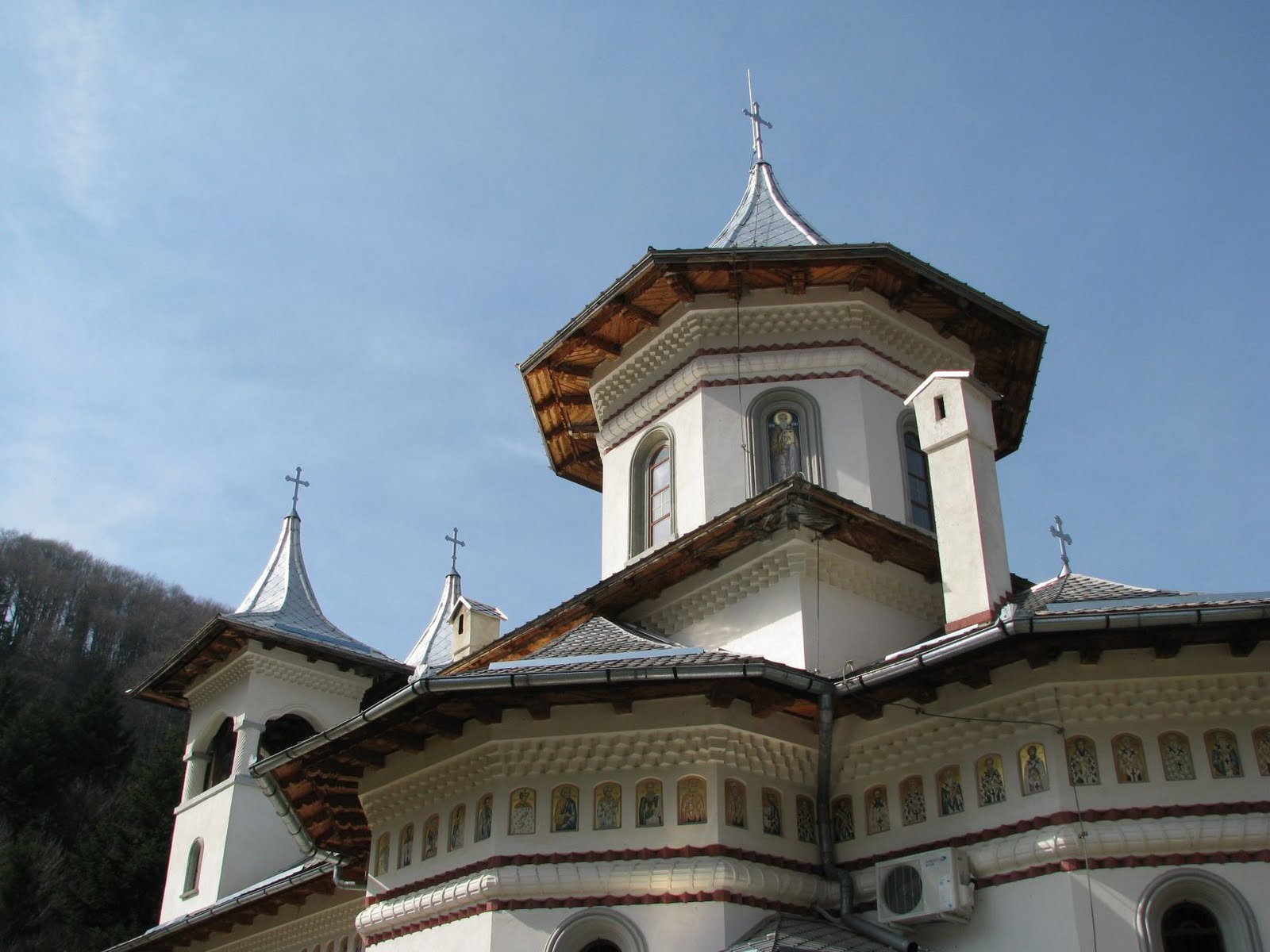
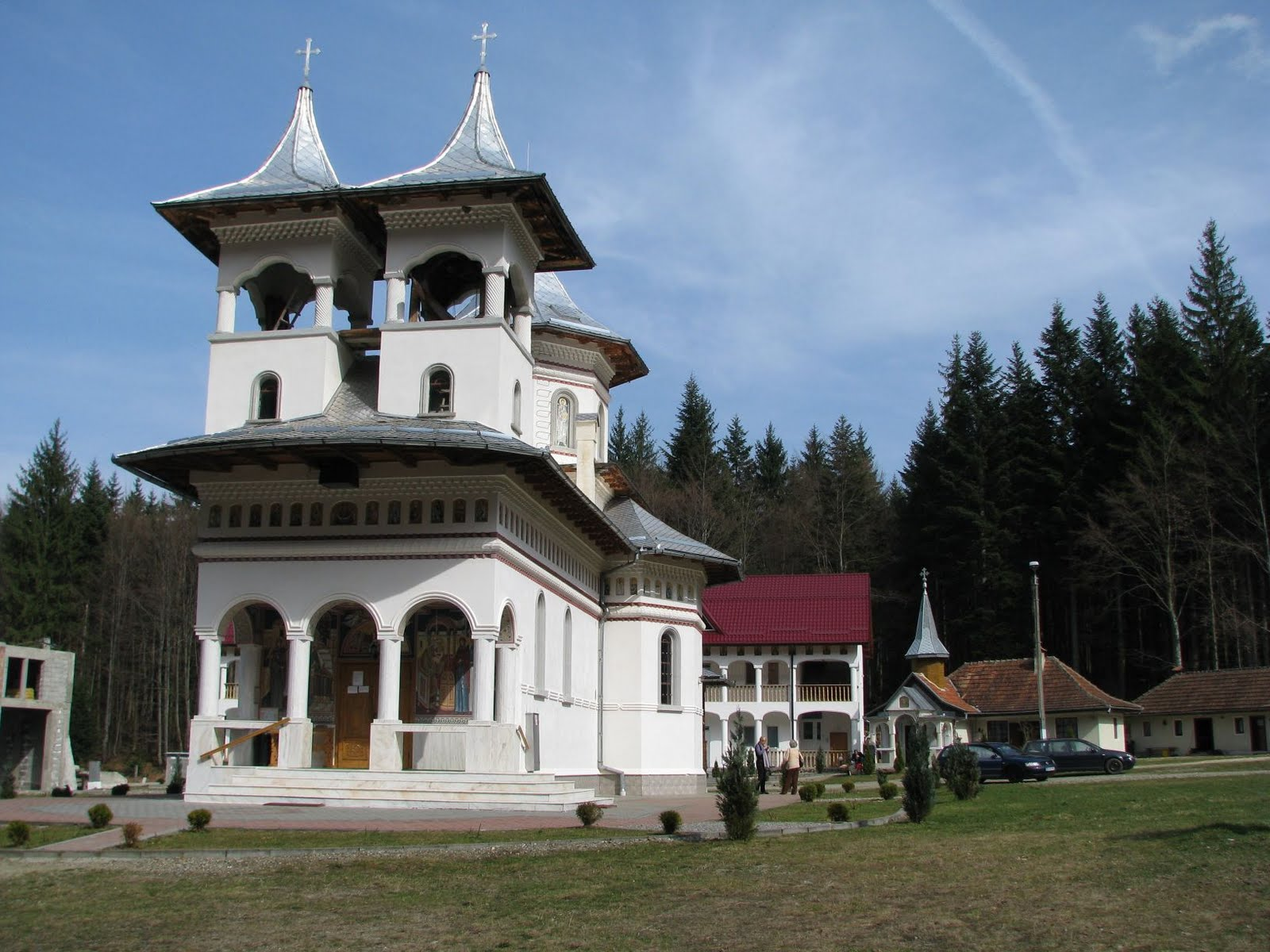